# Clasificación de Concacaf para la Copa Mundial de Fútbol Sub-17 de 2025
La clasificación para la Copa Mundial Sub-17 de la CONCACAF 2025, se decidió qué equipos de la CONCACAF se unirán al anfitrión Catar en la Copa Mundial Sub-17 de la FIFA 2025. Por primera vez, se asignaron ocho plazas clasificatorias a la CONCACAF, luego del aumento a 48 equipos para la fase final del torneo.

## Sedes
Se seleccionaron seis anfitriones para los ocho grupos. Cada sede albergó al grupo de su propio país; Costa Rica también fue sede del Grupo F y Guatemala del Grupo H. 
| Hamilton Toluca                                              | Hamilton (Devonshire)          | San José                       | Toluca                   |
| ------------------------------------------------------------ | ------------------------------ | ------------------------------ | ------------------------ |
| Hamilton Toluca                                              | Grupo A                        | Grupo B y Grupo F              | Grupo C                  |
| Hamilton Toluca                                              | Bermuda National Sports Centre | Estadio Nacional de Costa Rica | Campo de la FMF          |
| Hamilton Toluca                                              | Capacidad: 8 500               | Capacidad: 35 062              | Capacidad: ?             |
| Hamilton Toluca                                              |                                |                                |                          |
| San José San Pedro Sula Ciudad de Guatemala Ciudad de Panamá | San Pedro Sula                 | Ciudad de Guatemala            | Ciudad de Panamá         |
| San José San Pedro Sula Ciudad de Guatemala Ciudad de Panamá | Grupo D                        | Grupo E" y "Grupo H            | Grupo G                  |
| San José San Pedro Sula Ciudad de Guatemala Ciudad de Panamá | Estadio Francisco Morazán      | Estadio Cementos Progreso      | Estadio Rommel Fernández |
| San José San Pedro Sula Ciudad de Guatemala Ciudad de Panamá | Capacidad: 18 000              | Capacidad: 17 000              | Capacidad: 23 000        |
| San José San Pedro Sula Ciudad de Guatemala Ciudad de Panamá |                                |                                |                          |

## Equipos participantes
Los 41 equipos nacionales de la CONCACAF fueron clasificados según el Ranking Masculino Sub-17 de la CONCACAF a diciembre de 2023. 35 equipos participaron en el torneo. Para determinar en qué ronda participarán los equipos, se tomara en cuenta el "Ranking de la Concacaf" que se publicó en diciembre de 2023. 
| Equipos participantes (Puntos cosechados) | Equipos que no participaron                                                                                              | Equipos que no participaron |
| --- | --- | --------------------------- |
| 1. México (7288) 2. Estados Unidos (5962) 3. Canadá (3682) 4. Honduras (3444) 5. Panamá (3410) 6. Costa Rica (3252) 7. Haití (2537) 8. Jamaica (1931) 9. El Salvador (1846) 10. Cuba (1510) 11. Guatemala (1410) 12. Puerto Rico (1326) 13. Trinidad y Tobago (1326) 14. Nicaragua (1212) 15. República Dominicana (1121) 17. Bermudas (1090) 18. Curazao (931) 19. Bonaire (863) 20. Aruba (850) 21. Guyana (839) 24. Barbados (710) 26. Islas Caimán (637) 27. Antigua y Barbuda (628) 28. San Cristóbal y Nieves (613) 29. Belice (437) 30. Santa Lucía (397) 31. Granada (388) 32. Islas Vírgenes Británicas (356) 33. San Vicente y las Granadinas (323) 34. Anguila (318) 35. Saint-Martin (292) 36. Islas Vírgenes de los Estados Unidos (227) 37. Dominica (213) 38. Islas Turcas y Caicos (87) 41. Sint Maarten (0) | 16. Guadalupe (1090) 22. Surinam (832) 23. Martinica (729) 24. Bahamas (649) 39. Guayana Francesa (0) 40. Montserrat (0) |                             |

## Sorteo
El sorteo final se llevó a cabo el 24 de octubre de 2024 a las 11:00 ET en la sede de la Concacaf en Miami, Estados Unidos.
| Bombo 1                                                               | Bombo 2                                                                                          | Bombo 3                                                                                     | Bombo 4 | Bombo 5                                     |
| --------------------------------------------------------------------- | ------------------------------------------------------------------------------------------------ | ------------------------------------------------------------------------------------------- | --- | ------------------------------------------- |
| México Estados Unidos Canadá Honduras Panamá Costa Rica Haití Jamaica | El Salvador Cuba Guatemala Puerto Rico Trinidad y Tobago Nicaragua República Dominicana Bermudas | Curazao Bonaire Aruba Guyana Barbados Islas Caimán Antigua y Barbuda San Cristóbal y Nieves | Belice Santa Lucía Granada Islas Vírgenes Británicas San Vicente y las Granadinas Anguila Saint-Martin Islas Vírgenes de los Estados Unidos | Dominica Islas Turcas y Caicos Sint Maarten |

## Grupos

### Grupo A
| Pos. | Equipo                | Pts. | PJ | G | E | P | GF | GC | Dif. | Clasificación                         |
| ---- | --------------------- | ---- | -- | - | - | - | -- | -- | ---- | ------------------------------------- |
| 1    | Canadá                | 12   | 4  | 4 | 0 | 0 | 28 | 2  | +26  | Copa Mundial de Fútbol Sub-17 de 2025 |
| 2    | Curazao               | 9    | 4  | 3 | 0 | 1 | 13 | 10 | +3   |                                       |
| 3    | Bermudas              | 6    | 4  | 2 | 0 | 2 | 10 | 14 | −4   |                                       |
| 4    | Islas Turcas y Caicos | 3    | 4  | 1 | 0 | 3 | 3  | 13 | −10  |                                       |
| 5    | Anguila               | 0    | 4  | 0 | 0 | 4 | 3  | 18 | −15  |                                       |

 Fuente: 
| Fecha                 | Lugar               | Local           | Resultado | Visitante       |
| --------------------- | ------------------- | --------------- | --------- | --------------- |
| 7 de febrero de 2025  | Hamilton (Bermudas) | Anguila         | 0 – 3     | Turcas y Caicos |
| 7 de febrero de 2025  | Hamilton (Bermudas) | Bermudas        | 1 – 6     | Curazao         |
| 9 de febrero de 2025  | Hamilton (Bermudas) | Turcas y Caicos | 0 – 6     | Canadá          |
| 9 de febrero de 2025  | Hamilton (Bermudas) | Bermudas        | 3 – 1     | Anguila         |
| 11 de febrero de 2025 | Hamilton (Bermudas) | Curazao         | 2 – 0     | Turcas y Caicos |
| 11 de febrero de 2025 | Hamilton (Bermudas) | Anguila         | 0 – 8     | Canadá          |
| 13 de febrero de 2025 | Hamilton (Bermudas) | Canadá          | 7 – 1     | Curazao         |
| 13 de febrero de 2025 | Hamilton (Bermudas) | Turcas y Caicos | 0 – 5     | Bermudas        |
| 16 de febrero de 2025 | Hamilton (Bermudas) | Anguila         | 2 – 4     | Curazao         |
| 16 de febrero de 2025 | Hamilton (Bermudas) | Canadá          | 7 – 1     | Bermudas        |

### Grupo B
| Pos. | Equipo                    | Pts. | PJ | G | E | P | GF | GC | Dif. | Clasificación                         |
| ---- | ------------------------- | ---- | -- | - | - | - | -- | -- | ---- | ------------------------------------- |
| 1    | Costa Rica                | 10   | 4  | 3 | 1 | 0 | 21 | 2  | +19  | Copa Mundial de Fútbol Sub-17 de 2025 |
| 2    | Trinidad y Tobago         | 7    | 4  | 2 | 1 | 1 | 13 | 4  | +9   |                                       |
| 3    | Guyana                    | 6    | 4  | 1 | 3 | 0 | 7  | 4  | +3   |                                       |
| 4    | Islas Vírgenes Británicas | 4    | 4  | 1 | 1 | 2 | 6  | 9  | −3   |                                       |
| 5    | Sint Maarten              | 0    | 4  | 0 | 0 | 4 | 0  | 28 | −28  |                                       |

 Fuente: 
| Fecha                 | Lugar                 | Local                     | Resultado | Visitante                 |
| --------------------- | --------------------- | ------------------------- | --------- | ------------------------- |
| 7 de febrero de 2025  | San José (Costa Rica) | Islas Vírgenes Británicas | 4 – 0     | Sint Maarten              |
| 7 de febrero de 2025  | San José (Costa Rica) | Trinidad y Tobago         | 1 – 1     | Guyana                    |
| 9 de febrero de 2025  | San José (Costa Rica) | Trinidad y Tobago         | 3 – 1     | Islas Vírgenes Británicas |
| 9 de febrero de 2025  | San José (Costa Rica) | Costa Rica                | 12 – 0    | Sint Maarten              |
| 11 de febrero de 2025 | San José (Costa Rica) | Costa Rica                | 5 – 0     | Islas Vírgenes Británicas |
| 11 de febrero de 2025 | San José (Costa Rica) | Guyana                    | 3 – 0     | Sint Maarten              |
| 13 de febrero de 2025 | San José (Costa Rica) | Sint Maarten              | 0 – 9     | Trinidad y Tobago         |
| 13 de febrero de 2025 | San José (Costa Rica) | Guyana                    | 2 – 2     | Costa Rica                |
| 16 de febrero de 2025 | Alajuela (Costa Rica) | Islas Vírgenes Británicas | 1 – 1     | Guyana                    |
| 16 de febrero de 2025 | Alajuela (Costa Rica) | Trinidad y Tobago         | 0 – 2     | Costa Rica                |

### Grupo C
| Pos. | Equipo    | Pts. | PJ | G | E | P | GF | GC | Dif. | Clasificación                         |
| ---- | --------- | ---- | -- | - | - | - | -- | -- | ---- | ------------------------------------- |
| 1    | México    | 10   | 4  | 3 | 1 | 0 | 19 | 2  | +17  | Copa Mundial de Fútbol Sub-17 de 2025 |
| 2    | Nicaragua | 10   | 4  | 3 | 1 | 0 | 13 | 3  | +10  |                                       |
| 3    | Barbados  | 6    | 4  | 2 | 0 | 2 | 5  | 15 | −10  |                                       |
| 4    | Belice    | 3    | 4  | 1 | 0 | 3 | 10 | 8  | +2   |                                       |
| 5    | Dominica  | 0    | 4  | 0 | 0 | 4 | 1  | 20 | −19  |                                       |

 Fuente: 
| Fecha                 | Lugar           | Local     | Resultado | Visitante |
| --------------------- | --------------- | --------- | --------- | --------- |
| 7 de febrero de 2025  | Toluca (México) | Belice    | 7 – 0     | Dominica  |
| 7 de febrero de 2025  | Toluca (México) | Nicaragua | 6 – 0     | Barbados  |
| 9 de febrero de 2025  | Toluca (México) | Belice    | 0 – 1     | Nicaragua |
| 9 de febrero de 2025  | Toluca (México) | México    | 8 – 0     | Dominica  |
| 11 de febrero de 2025 | Toluca (México) | Barbados  | 1 – 0     | Dominica  |
| 11 de febrero de 2025 | Toluca (México) | México    | 3 – 0     | Belice    |
| 13 de febrero de 2025 | Toluca (México) | Dominica  | 1 – 4     | Nicaragua |
| 13 de febrero de 2025 | Toluca (México) | México    | 6 – 0     | Barbados  |
| 16 de febrero de 2025 | Toluca (México) | Barbados  | 4 – 3     | Belice    |
| 16 de febrero de 2025 | Toluca (México) | Nicaragua | 2 – 2     | México    |

### Grupo D
| Pos. | Equipo       | Pts. | PJ | G | E | P | GF | GC | Dif. | Clasificación                         |
| ---- | ------------ | ---- | -- | - | - | - | -- | -- | ---- | ------------------------------------- |
| 1    | Honduras     | 9    | 3  | 3 | 0 | 0 | 12 | 1  | +11  | Copa Mundial de Fútbol Sub-17 de 2025 |
| 2    | Puerto Rico  | 6    | 3  | 2 | 0 | 1 | 6  | 1  | +5   |                                       |
| 3    | Saint-Martin | 3    | 3  | 1 | 0 | 2 | 5  | 7  | −2   |                                       |
| 4    | Bonaire      | 0    | 3  | 0 | 0 | 3 | 1  | 15 | −14  |                                       |

 Fuente: 
| Fecha                 | Lugar                     | Local        | Resultado | Visitante    |
| --------------------- | ------------------------- | ------------ | --------- | ------------ |
| 10 de febrero de 2025 | San Pedro Sula (Honduras) | Puerto Rico  | 3 – 0     | Bonaire      |
| 10 de febrero de 2025 | San Pedro Sula (Honduras) | Honduras     | 3 – 1     | Saint-Martin |
| 12 de febrero de 2025 | San Pedro Sula (Honduras) | Saint-Martin | 0 – 3     | Puerto Rico  |
| 12 de febrero de 2025 | San Pedro Sula (Honduras) | Bonaire      | 0 – 8     | Honduras     |
| 15 de febrero de 2025 | San Pedro Sula (Honduras) | Saint-Martin | 4 – 1     | Bonaire      |
| 15 de febrero de 2025 | San Pedro Sula (Honduras) | Honduras     | 1 – 0     | Puerto Rico  |

### Grupo E
| Pos. | Equipo                       | Pts. | PJ | G | E | P | GF | GC | Dif. | Clasificación                         |
| ---- | ---------------------------- | ---- | -- | - | - | - | -- | -- | ---- | ------------------------------------- |
| 1    | Haití                        | 9    | 3  | 3 | 0 | 0 | 10 | 0  | +10  | Copa Mundial de Fútbol Sub-17 de 2025 |
| 2    | Guatemala                    | 6    | 3  | 2 | 0 | 1 | 7  | 3  | +4   |                                       |
| 3    | Antigua y Barbuda            | 3    | 3  | 1 | 0 | 2 | 4  | 6  | −2   |                                       |
| 4    | San Vicente y las Granadinas | 0    | 3  | 0 | 0 | 3 | 1  | 13 | −12  |                                       |

 Fuente: 
| Fecha                 | Lugar                           | Local                        | Resultado | Visitante                    |
| --------------------- | ------------------------------- | ---------------------------- | --------- | ---------------------------- |
| 11 de febrero de 2025 | Ciudad de Guatemala (Guatemala) | Haití                        | 5 – 0     | San Vicente y las Granadinas |
| 11 de febrero de 2025 | Ciudad de Guatemala (Guatemala) | Guatemala                    | 2 – 1     | Antigua y Barbuda            |
| 13 de febrero de 2025 | Ciudad de Guatemala (Guatemala) | Antigua y Barbuda            | 0 – 3     | Haití                        |
| 13 de febrero de 2025 | Ciudad de Guatemala (Guatemala) | San Vicente y las Granadinas | 0 – 5     | Guatemala                    |
| 16 de febrero de 2025 | Ciudad de Guatemala (Guatemala) | Antigua y Barbuda            | 3 – 1     | San Vicente y las Granadinas |
| 16 de febrero de 2025 | Ciudad de Guatemala (Guatemala) | Guatemala                    | 0 – 2     | Haití                        |

### Grupo F
| Pos. | Equipo                               | Pts. | PJ | G | E | P | GF | GC | Dif. | Clasificación                         |
| ---- | ------------------------------------ | ---- | -- | - | - | - | -- | -- | ---- | ------------------------------------- |
| 1    | Estados Unidos                       | 9    | 3  | 3 | 0 | 0 | 31 | 0  | +31  | Copa Mundial de Fútbol Sub-17 de 2025 |
| 2    | Cuba                                 | 6    | 3  | 2 | 0 | 1 | 9  | 6  | +3   |                                       |
| 3    | San Cristóbal y Nieves               | 3    | 3  | 1 | 0 | 2 | 10 | 12 | −2   |                                       |
| 4    | Islas Vírgenes de los Estados Unidos | 0    | 3  | 0 | 0 | 3 | 5  | 37 | −32  |                                       |

 Fuente: 
| Fecha                 | Lugar                 | Local                                | Resultado | Visitante                            |
| --------------------- | --------------------- | ------------------------------------ | --------- | ------------------------------------ |
| 10 de febrero de 2025 | San José (Costa Rica) | Cuba                                 | 3 – 1     | San Cristóbal y Nieves               |
| 10 de febrero de 2025 | San José (Costa Rica) | Estados Unidos                       | 22 – 0    | Islas Vírgenes de los Estados Unidos |
| 12 de febrero de 2025 | San José (Costa Rica) | Islas Vírgenes de los Estados Unidos | 3 – 6     | Cuba                                 |
| 12 de febrero de 2025 | San José (Costa Rica) | San Cristóbal y Nieves               | 0 – 7     | Estados Unidos                       |
| 15 de febrero de 2025 | Alajuela (Costa Rica) | San Cristóbal y Nieves               | 9 – 2     | Islas Vírgenes de los Estados Unidos |
| 15 de febrero de 2025 | Alajuela (Costa Rica) | Estados Unidos                       | 2 – 0     | Cuba                                 |

### Grupo G
| Pos. | Equipo               | Pts. | PJ | G | E | P | GF | GC | Dif. | Clasificación                         |
| ---- | -------------------- | ---- | -- | - | - | - | -- | -- | ---- | ------------------------------------- |
| 1    | Panamá               | 9    | 3  | 3 | 0 | 0 | 13 | 1  | +12  | Copa Mundial de Fútbol Sub-17 de 2025 |
| 2    | República Dominicana | 6    | 3  | 2 | 0 | 1 | 6  | 2  | +4   |                                       |
| 3    | Aruba                | 3    | 3  | 1 | 0 | 2 | 2  | 5  | −3   |                                       |
| 4    | Granada              | 0    | 3  | 0 | 0 | 3 | 1  | 14 | −13  |                                       |

 Fuente: 
| Fecha                 | Lugar                     | Local                | Resultado | Visitante            |
| --------------------- | ------------------------- | -------------------- | --------- | -------------------- |
| 10 de febrero de 2025 | Ciudad de Panamá (Panamá) | República Dominicana | 1 – 0     | Aruba                |
| 10 de febrero de 2025 | Ciudad de Panamá (Panamá) | Panamá               | 8 – 0     | Granada              |
| 12 de febrero de 2025 | Ciudad de Panamá (Panamá) | Granada              | 0 – 4     | República Dominicana |
| 12 de febrero de 2025 | Ciudad de Panamá (Panamá) | Aruba                | 0 – 3     | Panamá               |
| 15 de febrero de 2025 | Ciudad de Panamá (Panamá) | Aruba                | 2 – 1     | Granada              |
| 15 de febrero de 2025 | Ciudad de Panamá (Panamá) | Panamá               | 2 – 1     | República Dominicana |

### Grupo H
| Pos. | Equipo       | Pts. | PJ | G | E | P | GF | GC | Dif. | Clasificación                         |
| ---- | ------------ | ---- | -- | - | - | - | -- | -- | ---- | ------------------------------------- |
| 1    | El Salvador  | 9    | 3  | 3 | 0 | 0 | 12 | 1  | +11  | Copa Mundial de Fútbol Sub-17 de 2025 |
| 2    | Jamaica      | 6    | 3  | 2 | 0 | 1 | 14 | 4  | +10  |                                       |
| 3    | Santa Lucía  | 3    | 3  | 1 | 0 | 2 | 6  | 5  | +1   |                                       |
| 4    | Islas Caimán | 0    | 3  | 0 | 0 | 3 | 1  | 23 | −22  |                                       |

 Fuente: 
| Fecha                 | Lugar                           | Local        | Resultado | Visitante    |
| --------------------- | ------------------------------- | ------------ | --------- | ------------ |
| 10 de febrero de 2025 | Ciudad de Guatemala (Guatemala) | El Salvador  | 8 – 0     | Islas Caimán |
| 10 de febrero de 2025 | Ciudad de Guatemala (Guatemala) | Jamaica      | 3 – 1     | Santa Lucía  |
| 12 de febrero de 2025 | Ciudad de Guatemala (Guatemala) | Santa Lucía  | 0 – 2     | El Salvador  |
| 12 de febrero de 2025 | Ciudad de Guatemala (Guatemala) | Islas Caimán | 1 – 10    | Jamaica      |
| 15 de febrero de 2025 | Ciudad de Guatemala (Guatemala) | Islas Caimán | 0 – 5     | Santa Lucía  |
| 15 de febrero de 2025 | Ciudad de Guatemala (Guatemala) | El Salvador  | 2 – 1     | Jamaica      |

## Clasificados a la Copa Mundial Sub-17 de 2025
| Bandera de Canadá      | Bandera de Costa Rica  | Bandera de México      | Bandera de Honduras    | Bandera de Haití       | Bandera de Estados Unidos | Bandera de Panamá      | Bandera de El Salvador |
| Canadá                 | Costa Rica             | México                 | Honduras               | Haití                  | Estados Unidos            | Panamá                 | El Salvador            |
| Ganador Grupo A        | Ganador Grupo B        | Ganador Grupo C        | Ganador Grupo D        | Ganador Grupo E        | Ganador Grupo F           | Ganador Grupo G        | Ganador Grupo H        |
| Clasificado: 16/2/2025 | Clasificado: 16/2/2025 | Clasificado: 16/2/2025 | Clasificado: 15/2/2025 | Clasificado: 16/2/2025 | Clasificado: 15/2/2025    | Clasificado: 15/2/2025 | Clasificado: 15/2/2025 |